# Trodržavna Sangha
Trodržavna Sangha (francuski: Trinational de la Sangha, skr. TNS) je područje koje obuhvaća nacionalne parkove tri susjede države u sjeverozapadnom bazenu rijeke Kongo, na mjestu gdje graniče Kamerun, Srednjoafrička Republika i Republika Kongo:
- Nacionalni park Lobéké (Kamerun)
- Nacionalni parkovi Dzanga-Ndoki (Srednjoafrička Republika)
- Nacionalni park Nouabalé-Ndoki (Republika Kongo); ali i
- Šumski rezervat Dzanga-Sanga (Srednjoafrička Republika)

Nazvano je po rijeci sliva Kongo, rijeci Sangha u središnjoj-zapadnoj Africi, koja jednim svojim tokom čini granicu između Srednjoafričke Republike, Kameruna i Republike Kongo, a glavna joj je pritoka, također granična rijeka Dja.
Velik dio ovog područja, ukupne površine od oko 750.000 ha, je nedirnut ljudskom djelatnošću i ima širok spektar vlažnih tropskih šumskih ekosustava s bogatom florom i faunom, uključujući Nilske krokodile i Divovske tigar-ribe (Hydrocynus goliath), velike ribe grabežljivce. Šumske čistine podržavaju zeljaste vrste biljaka i Sangha je dom značajnim populacijama šumskih slonova, kritično ugroženih zapadnonizinskih gorila i ugroženih čimpanzi. Okoliš Sanghe je očuvao nastavak ekoloških i evolucijskih procesa velikih razmjera i veliku biološku raznolikost, uključujući i mnoge ugrožene životinjske vrste. Zbog toga je ovo područje upisano na UNESCO-ov popis mjesta svjetske baštine u Africi 2012. godine kao najveće zaštićeno područje na mjestu druge po veličini tropske šume na svijetu.
Unutar TNS-a obitava nekoliko plemena koja uglavnom žive tradicionalnim načinom života, kao što je pleme Baka u NP Lobéké koji je uključen i u očuvanje parka. Za razliku od njih, lokalnim stanovnicima u dijelu TNS-a u Srednjoafričkoj Republici i Republici Kongo nije dozvoljen tradicionalni lov i skupljanje, što može dovesti do sukoba plemena s čuvarima parka.

## Odlike
Nacionalni park jezera Lobéké, osnovan 1999. godine i površine od 2.178 km², pored dijelova TNS-a graniči na sjeveru i s NP Boumba Bek (Kamerun). On pripada pokrajini Moloundou koja je gumom najbogatije područje Afrike i nalazi se na 300-750 m nadmorske visine. Unutar parka se nalazi oko 12 prirodnih savana sa slanim močvarama i naplavinama pijeska od rijeke Sangha. Unutar parka obitavaju Baka i Bantu plemena.
Nacionalni park Dzanga-Ndoki, osnovan 1990. godine i površine od 1.143,26 km², nalazi se na krajnjem jugu Srednjoafričke Republike, na oko 340 m nadmorske visine, i cijeli je na riječnim aluvijalnim nanosima pijeska s mnogo potoka, šumskih čistina i močvarnih depresija koji se nazivaju bai ili "selo". Zapravo naziv parka dolazi od imena najveće depresije veličine 250x500 m, Dzanga Bai ("Selo slonova"). Bai Hokou je organiziran kao Zaštićeni dom primata gdje se proučavaju, ali i mogu posjetiti, gorile.
Posebni rezervat Dzanga-Sangha, osnovan 1990. godine i površine od 6.865,54 km², zapravo okružuje NP Dzanga-Ndoki i predstavlja zaštićenu tampon zonu područja TNS-a.
Nacionalni park Nouabalé-Ndoki, površine od 3.921,61 km², je lišen svake ljudske djelatnosti nakon što je njemačka tvrtka za sječu drveta predala svoja prava, a država zabranila svaki lov 1993. godine. Dijelovi njegove tropske šume su još uvijek neistraženi i u njemu obitavaju nomadska plemena.

## Bioraznolikost
TNS predstavlja širok spektar tropskih vlažnih šumskih ekosustava afričkog nazena rijeke Kongo bogatog mnogim vrstama živih bića.
Od biljaka tu se nalazi više od 1000 vrsta biljaka uključujući 300 vrsta drveća od kojih su najprisutnije Sterculiaceae (Triplochiton, Pterygota), Ceiba pentandra i Terminalia superba, dok u donjim dijelovima rastu Marantaceae-Zingiberaceae, Ebenaceae i Annonaceae, dok uz potoke raste Gilbertiodendron dewevrei. uključujući mnoge ugrožene vrste kao što je ugrožena vrsta drveta Mukulungu koje se na drugim mjestima uglavnom sječe. Palme i močvarne Cyperaceae rastu na rubovima savana.
Unutar TNS-a obitava više od 300 vrsta ptica kao što su orlovi, sokolovi, sove, strvinari i čaplje.
Pored krokodila, u vlažnim dijelovima područja obitava i 20 vrsta vodozemaca, 14 vrsta reptila.
Pored toga u parku obitava značajna megafauna šumskih slonova, ali i ugroženih čimpanzi i nekoliko ugroženih vrsta antilopa kao što su Sitatunga i tajanstveni Bongo. Unutar NP Dzanga-Ndoki nalazi se najveća koncentracija zapadnonizijskih gorila na svijetu, 1,6/km².
- Šumarska postaja kod jezera Lobéké
- Afrički bivol na čistini (bai) NP Lobéké
- Šumski slonovi u NP Dzanga-Ndoki
- Gorila na rijeci Mbeli u NP Nouabalé-Ndoki